# Ashton (Sudafrica)
Ashton è un centro abitato del Sudafrica, situato nella provincia del Capo Occidentale.